# Thiruvaiyaru
Thiruvaiyaru (o Tiruvadi) è una suddivisione dell'India, classificata come town panchayat, di 14.535 abitanti, situata nel distretto di Thanjavur, nello stato federato del Tamil Nadu. In base al numero di abitanti la città rientra nella classe IV (da 10.000 a 19.999 persone).

## Geografia fisica
La città è situata a 10° 52' 60 N e 79° 5' 60 E e ha un'altitudine di 37 m s.l.m..

## Società

### Evoluzione demografica
Al censimento del 2001 la popolazione di Thiruvaiyaru assommava a 14.535 persone, delle quali 7.207 maschi e 7.328 femmine. I bambini di età inferiore o uguale ai sei anni assommavano a 1.365, dei quali 717 maschi e 648 femmine. Infine, coloro che erano in grado di saper almeno leggere e scrivere erano 11.004, dei quali 5.859 maschi e 5.145 femmine.